# Ballady Beleriandu
Ballady Beleriandu (ang. The Lays of Beleriand) – trzecia część cyklu Historia Śródziemia autorstwa Christophera Tolkiena. Podobnie jak inne tomy, zawiera opracowanie materiałów J.R.R. Tolkiena, opisujących legendarium Śródziemia.
Oryginalne wydanie pochodzi z 1985 r. Premiera pierwszego polskiego tłumaczenia miała miejsce w październiku 2023 r. Tekst prozatorski przełożyła Agnieszka Sylwanowicz, natomiast Katarzyna Staniewska przetłumaczyła wiersze.

## Treść

### Ballada o dzieciach Húrina
Dwie wersje opowieści o Túrinie Turambarze.

### Wiersze wcześniej zarzucone
Wiersze o ucieczce Noldolich z Valinoru, o Eärendelu i o upadku Gondolinu.

### Ballada o Leithian
Jedna z wersji opowieści o Berenie i Lúthien.
Ta część zawiera także komentarz C.S. Lewisa do części poematu.

### Ballada o Leithian rozpoczęta na nowo
Kolejna wersja historii o Berenie i Lúthien.